# Terrifier
Terrifier è un film del 2016 co-prodotto, scritto, montato e diretto da Damien Leone. 
Si tratta del primo lungometraggio incentrato interamente sulla figura del cattivo Art the Clown, già apparso precedentemente nei cortometraggi The 9th Circle (2008) e Terrifier (2011) e nel film All Hallows' Eve (2013) e qui interpretato dal caratterista David Howard Thornton che prende ufficialmente il ruolo per la saga sostituendo il precedente Mike Giannelli.

## Trama
Una conduttrice televisiva, Monica Brown, ospita nel suo programma una donna sopravvissuta ad un massacro verificatosi nella cittadina di Miles County un anno prima, a costo, però, di orribili deturpazioni sul volto. Terminata l’intervista, Monica torna nel suo camerino e comincia a schernire la sua ospite, che compare improvvisamente per cavarle gli occhi a mani nude, ridendo istericamente.
Un anno prima. Nella notte di Halloween, due ragazze, Tara e Dawn, sulla via del ritorno da una festa, si fermano in una pizzeria per smaltire la sbronza, non prima di aver incrociato uno strano individuo mascherato da clown in bianco e nero, che le raggiunge sin dentro il locale, dal quale viene cacciato dopo aver imbrattato il bagno con i suoi escrementi. 
Tara e Dawn, poco dopo, si rendono conto che una ruota della loro macchina è a terra, così Tara telefona a sua sorella maggiore Victoria, detta “Vicky”, per chiederle un passaggio, e, nonostante il suo imminente esame universitario, Vicky accetta. Nell’attesa dell’arrivo di Vicky, Tara si allontana alla ricerca di un bagno che le concede un inserviente di nome Mike in un edificio abbandonato e fatiscente. Nel frattempo Dawn, mentre apprende dalla radio del brutale omicidio dei due dipendenti della pizzeria ad opera proprio del clown, soprannominato “Art il Clown”, viene da questi sorpresa ed anestetizzata. Stessa sorte attende anche Tara, alla fine di una rocambolesca fuga.
Al suo risveglio, Tara si ritrova legata ad una sedia con, davanti a sé, Dawn denudata e appesa a testa in giù. Art procede quindi a tagliare a metà Dawn con una sega a mano dinanzi agli occhi inorriditi di Tara, che riesce a liberarsi e a fronteggiare l’assassino, il quale tuttavia estrae una pistola, con cui immobilizza la ragazza per poi ucciderla, sparandole ripetutamente alla testa. La “Cat Lady”, una gattara residente illegalmente nel seminterrato della struttura, affetta da evidenti problemi mentali, assiste alla scena della morte di Tara e cerca invano di avvertire Mike, che purtroppo non le crede, venendo in seguito stordito da Art.
Nel frattempo, Vicky arriva nei pressi dell’edificio e, manipolata da Art attraverso il telefono di Dawn, vi entra alla ricerca della sorella e dell’amica, solo per scoprire prima il cadavere di Dawn, e poi quello della Cat Lady, dopodiché inizia la sua fuga da Art, che nel mentre uccide anche un collega di Mike, Will, decapitandolo.
Vicky s’imbatte nel corpo di Tara, rimanendone sconvolta ma, prima che Art possa eliminarla, si trae in salvo grazie all’intervento del ridestato Mike, che immediatamente allerta la polizia. In un modo o nell’altro, però, Art riesce a uccidere Mike, fracassandogli il cranio a pedate, e a investire, col furgone dell'uomo, Vicky, il cui volto viene divorato per metà dal pagliaccio. La polizia giunge finalmente sul posto, perciò Art, dopo essere stato neutralizzato, si spara alla bocca.
I corpi delle vittime, e quello di Art, vengono portati all’obitorio, quando il cadavere del clown, ad un certo punto, riprende vita ed aggredisce il coroner.
Un anno dopo. In seguito ad una lunga riabilitazione, Vicky, unica sopravvissuta al massacro, è pronta ad essere dimessa dall’ospedale, rivelandosi la violenta donna sfigurata di inizio film.

## Produzione
Il film è basato sul personaggio di Art the Clown, pagliaccio serial killer già apparso nei cortometraggi The 9th Circle (2008) e Terrifier (2011) e nel film All Hallows' Eve (2013), sempre diretti da Leone. Nelle tre opere menzionate il personaggio viene interpretato da Mike Giannelli, mentre in Terrifier (2016) e nei suoi sequel l'attore è stato David Howard Thornton.

## Distribuzione
Terrifier è stato proiettato in anteprima al Telluride Horror Show Film Festival nel 2016 e poi è stato distribuito nel 2018 in forma limitata in alcune sale cinematografiche statunitensi.
Il film negli Stati Uniti è stato poi acquistato e reso disponibile in streaming da Netflix.
Nel 2020 esce in DVD anche in Italia, grazie al distributore Cinemuseum, dapprima in cofanetto da collezione e successivamente anche in edizione standard.

## Accoglienza
Il film ha ricevuto critiche contrastanti e per lo più negative; sull'aggregatore di recensioni Rotten Tomatoes ha ricevuto un punteggio del 60% con un consenso critico così riassunto: "Incentrato tutto sugli omicidi schizzati, Terrifier introduce abilmente l'imprevedibile massacratore mimo Art, ma non riesce ad incidere una storia divertente degna della sua furia."
In Italia il film è vietato ai minori di 18 anni, come in quasi tutto il resto del mondo.

## Sequel
Un sequel del film, dal titolo Terrifier 2, è uscito nelle sale americane il 6 ottobre 2022. Il terzo capitolo della serie, Terrifier 3, è uscito l’11 ottobre 2024, mentre un quarto film è in produzione.

## Incassi
Il primo Terrifier (Terrifier 1) è stato girato con un budget relativamente basso, circa 35’000 dollari.
Nonostante questo costo di produzione il film ha incassato 300’000 dollari, circa 10 volte il budget iniziale, non una cifra spropositata, ma a Damien è bastato per produrre un secondo e terzo capitolo.